# Walid Shour
Walid Adel Shour (in arabo وليد عادل شور‎?; Freetown, 10 giugno 1996) è un calciatore libanese con cittadinanza sierraleonese, difensore dello Jwaya e della nazionale libanese.

## Carriera

### Club
Ha giocato nella prima divisione libanese.
Il 25 giugno 2024 diventa un nuovo giocatore del Brisbane Roar, firmando un contratto biennale valido fino al 30 giugno 2026.

### Nazionale
Nel 2024 è stato convocato per la Coppa d'Asia.

## Palmarès

### Club

#### Competizioni nazionali
- Campionato libanese: 1

Ahed: 2022-2023
- Supercoppa di Libano: 1

Ahed: 2019
- Coppa d'Élite libanese: 1

Ahed: 2022
- Coppa della Federazione libanese: 1

Ahed: 2023

#### Competizioni internazionali
- Coppa dell'AFC: 1

Al-Ahed: 2019